# Diamant (Schriftmaß)
Non Plus Ultra (2 Punkt)
Microscopique (2,5 Punkt)
Brilliant (3 Punkt)
Diamant (4 Punkt)
Perl (5 Punkt)
Nonpareille (6 Punkt)
Insertio (6,5 Punkt)
Kolonel (7 Punkt)
Petit (8 Punkt)
Borgis (9 Punkt)
Korpus (10 Punkt)
Rheinländer (11 Punkt)
Cicero (12 Punkt)
Mittel (14 Punkt)
Tertia (16 Punkt)
Paragon (18 Punkt)
Text (20 Punkt)
Kanon (36 Punkt)
Konkordanz (48 Punkt)
Sabon (60 Punkt)
Die Diamant oder Halbpetit ist ein Schriftgrad. Sie ist einer der kleinsten je im Bleisatz gegossenen Schriftgrade und hat eine Kegelhöhe von vier Didot-Punkten, das entspricht 1,504 mm.
Die Namen Diamant für einen Vier-Punkt-Kegel und Brillant für einen Drei-Punkt-Kegel weisen auf den hohen Wert und die handwerkliche Kunst dieser Feinarbeit hin. Eine Diamant-Schriftgröße schnitt erstmals 1700 der Stempelschneider Voskens in Amsterdam. Bereits 1681 hatte van Dijk, der Schriftgießer Daniel Elzeviers, eine nur wenig größere Schrift geschaffen. Um diese kleinen Schriftbilder im Handsatz wirtschaftlich einsetzen zu können, wurden sie oft auf Sechs-Punkt-Kegel gegossen.
Schriftmaße haben in vielen europäischen Ländern andere Namen oder gleiche Namen bezeichnen unterschiedliche Kegelhöhen. Schriften dieser Größe heißen in Frankreich Sédanoise, in Holland Diamant, in England Brilliant, in Spanien und Italien Perla.